# Vialonga pallior
Vialonga pallior är en fjärilsart som beskrevs av Diakonoff 1960. Vialonga pallior ingår i släktet Vialonga och familjen vecklare. Inga underarter finns listade i Catalogue of Life.